# Cycloptiloides americanus
Cycloptiloides americanus är en insektsart som först beskrevs av Henri Saussure 1874.  Cycloptiloides americanus ingår i släktet Cycloptiloides och familjen Mogoplistidae. Inga underarter finns listade i Catalogue of Life.